# (473121) 2015 HJ180
(473121) 2015 HJ180 es un asteroide perteneciente al cinturón de asteroides, descubierto el 13 de diciembre de 2006 por el equipo del Spacewatch desde el Observatorio Nacional de Kitt Peak, Arizona, Estados Unidos.

## Designación y nombre
Designado provisionalmente como 2015 HJ18.

## Características orbitales
2015 HJ180 está situado a una distancia media del Sol de 2,393 ua, pudiendo alejarse hasta 2,726 ua y acercarse hasta 2,060 ua. Su excentricidad es 0,139 y la inclinación orbital 2,688 grados. Emplea 1352 días en completar una órbita alrededor del Sol.

## Características físicas
La magnitud absoluta de 2015 HJ180 es 17,6.